# Flugplatz Monfortinho

i7
i11
i13
Der Flugplatz Monfortinho (portugiesisch: Aeródromo Municipal de Monfortinho, ICAO-Code: LPMF) ist ein portugiesischer Sonderlandeplatz nahe der Gemeinde Monfortinho im Kreis Idanha-a-Nova und nahe der Grenze zu Spanien. Er wird ausschließlich von Sport- und Privatflugzeugen genutzt und besteht nur aus einer Start- und Landebahn aus zerkleinerten Ziegeln. Einen Tower, Vorfeld, Hangars oder Tankstelle gibt es am Flugplatz nicht. Der Platz ist auch gelegentlich eine Zwischenstation bei Sportflug-Wettbewerben.